# Saint-André-Capcèze
Saint-André-Capcèze is een gemeente in het Franse departement Lozère (regio Occitanie) en telt 145 inwoners (1999). De plaats maakt deel uit van het arrondissement Mende.

## Geografie
De oppervlakte van Saint-André-Capcèze bedraagt 10,3 km², de bevolkingsdichtheid is 14,1 inwoners per km².
De onderstaande kaart toont de ligging van Saint-André-Capcèze met de belangrijkste infrastructuur en aangrenzende gemeenten.

## Demografie
Onderstaande figuur toont het verloop van het inwonertal (bron: INSEE-tellingen).